# 基督教全球电视网
基督教全球电视网（英語：Christian Global Network, CGN；原为“CGNTV”），是韩国的一家基督教电视台，由韩国大地教会创立，通过有线电视、卫星电视、网络电视和网络流媒体平台“Fondant”并使用韩语、日语、汉语、英语、印尼语、泰语向全球播出。

## 概况
最初CGN是为了向全世界韩裔基督教传教士和韩国人播出“宣教教育专题节目”而设立的。2000年10月，CGN开始在网络播出节目，并于2004年开始通过卫星播出。2005年3月29日，正式以“CGNTV”的名义开播；同年8月27日，CGN美国频道（CGN America）在美国洛杉矶开播。2006年10月30日，日本CGN开播，这是CGN首个非韩语频道。2008年6月，CGN中文台开播。CGN还开办了韩语、日语、汉语、英语、泰语和印尼语网站。此外，观众也可以通过网络免费收看频道直播及过往节目。
2023年，CGNTV正式更名为CGN，以“传道性媒体CGN”的姿态改变形象。